# اچ‌ام‌اس فلور دی لا مر (۱۸۰۷)
اچ‌ام‌اس فلور دی لا مر (۱۸۰۷) (به انگلیسی: HMS Fleur de la Mer (1807)) یک کشتی بود. این کشتی  در سال ۱۸۰۶ ساخته شد.